# Kanton Cassagnes-Bégonhès
Cassagnes-Bégonhès is een voormalig kanton van het Franse departement Aveyron. Door toepassing van het decreet van 21 februari 2014 werd het kanton op 22 maart 2015 gefuseerd met het aangrenzende kanton Réquista tot het huidige kanton Monts du Réquistanais dat, net als de opgeheven kantons, deel uitmaakt van het arrondissement Rodez.

## Gemeenten
Het kanton Cassagnes-Bégonhès omvatte de volgende gemeenten:
- Arvieu
- Auriac-Lagast
- Calmont
- Cassagnes-Bégonhès (hoofdplaats)
- Comps-la-Grand-Ville
- Sainte-Juliette-sur-Viaur
- Salmiech